# Iridana incredibilis
Iridana incredibilis är en fjärilsart som beskrevs av Otto Staudinger 1891. Iridana incredibilis ingår i släktet Iridana och familjen juvelvingar. Inga underarter finns listade i Catalogue of Life.